# Popławy (Pułtusk)
Popławy – część miasta Pułtuska w mazowieckim w powiecie pułtuskim. Leży na wschodzie miasta, po przeciwnym brzegu Narwi względem centrum Pułtuska. Główną osią Popław jest ulica Tartaczna.

## Historia
Popławy to dawniej samodzielna wieś. W latach 1867–1933 należała do gminy Obryte w powiecie pułtuskim, początkowo w guberni łomżyńskiej. a od 1919 w woj. warszawskim. Tam 14 października 1933 weszła w skład gromady o nazwie Popławy w gminie Obryte, składającej się z samej wsi Popławy.
7 listopada 1933 Popławy (113,12 ha) włączono do Pułtuska.